# زیردریایی یو-۳۷۸
زیردریایی یو-۳۷۸ (به انگلیسی: German submarine U-378) یک زیردریایی بود که طول آن ۶۷٫۱ متر (۲۲۰ فوت ۲ اینچ) بود. این زیردریایی در سال ۱۹۴۱ ساخته شد.